# Léraba
Léraba ist eine Provinz in der Region Cascades im westafrikanischen Staat Burkina Faso mit 152.034 Einwohnern auf 3132 km².

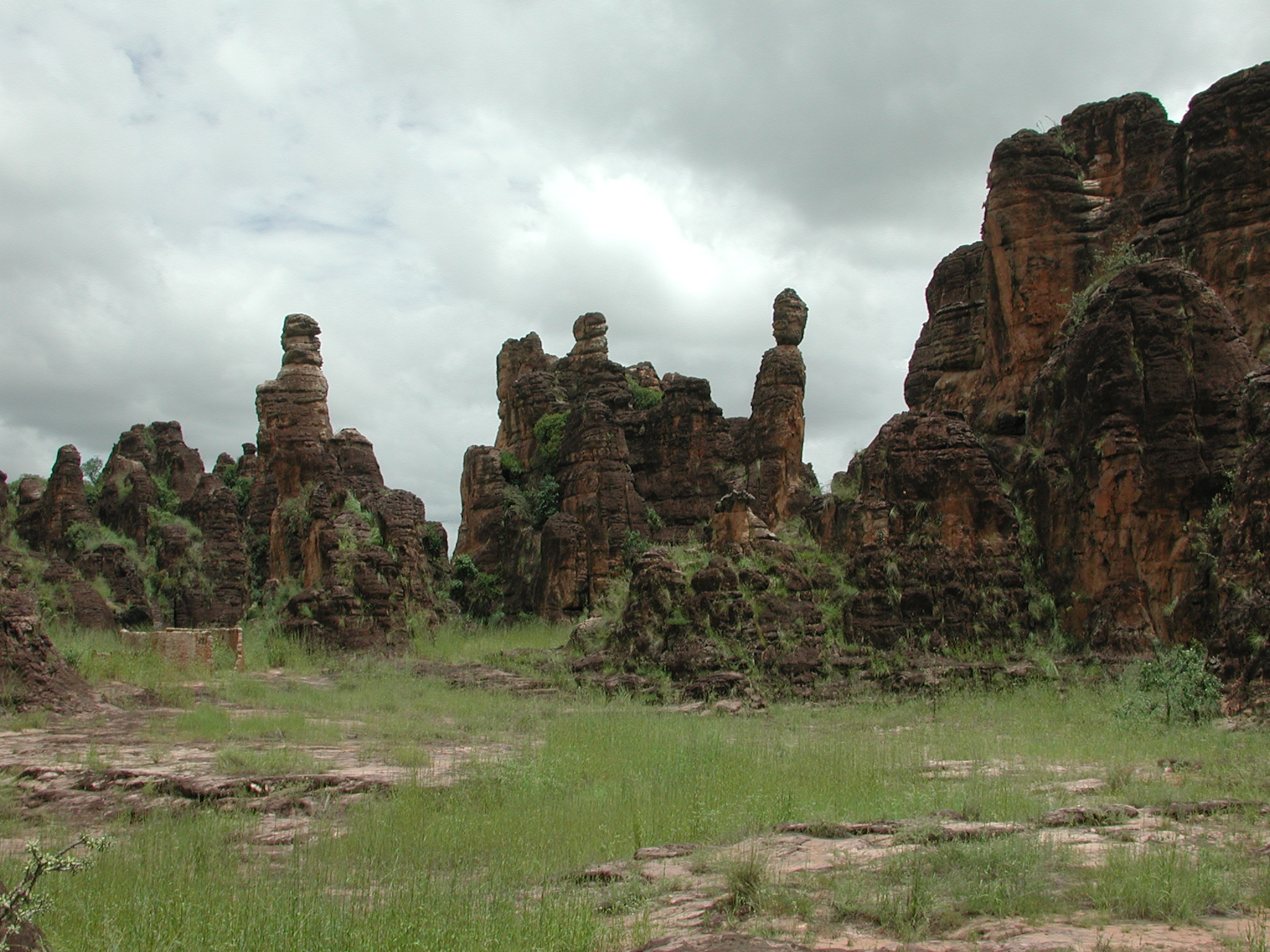
Die Pics de Sindou, Touristenziel und Lebensraum seltener Pflanzen.

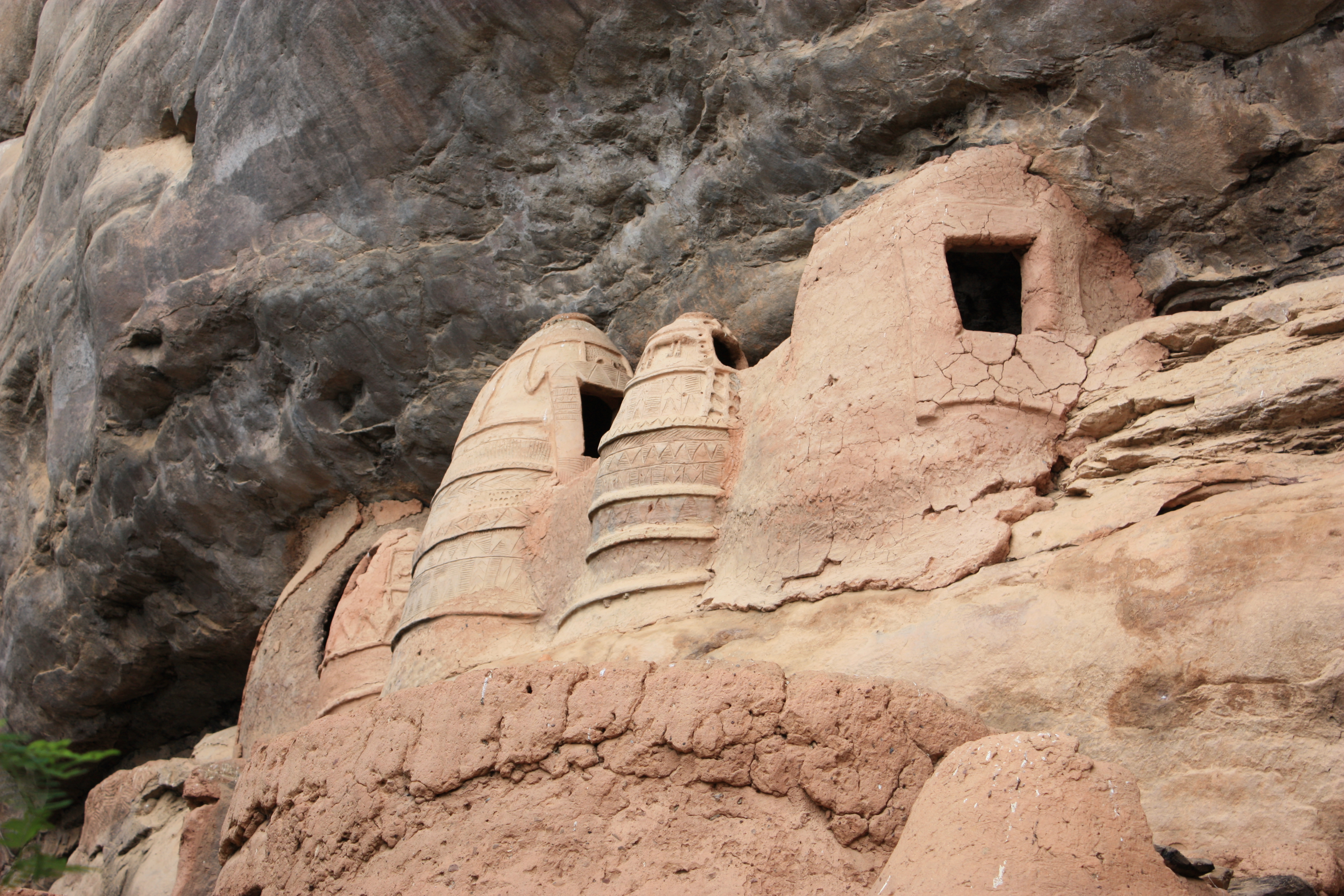
Kornspeicher an einem Felsvorsprung in Niansogoni.

Sie ist benannt nach dem gleichnamigen Fluss und Hauptstadt ist Sindou.
Die Provinz befindet sich im äußersten Südwesten des Landes und gliedert sich in die unten aufgeführten acht Departements. Landwirtschaft ist der Haupterwerbszweig der Bewohner Lérabas.

## Liste der Departements/Gemeinden
| Nr. | Departement/Gemeinde |
| --- | -------------------- |
| 1   | Dakoro               |
| 2   | Douna                |
| 3   | Kankalaba            |
| 4   | Loumana              |
| 5   | Niankorodougou       |
| 6   | Ouéléni              |
| 7   | Sindou               |
| 8   | Wolonkoto            |